# Олимпийский комитет Гаити
Олимпийский комитет Гаити (фр. Comité olympique haïtien) — организация, представляющая Гаити в международном олимпийском движении. Основан в 1914 году, зарегистрирован в МОК в 1924 году.
Штаб-квартира расположена в Петьонвиле. Является членом Международного олимпийского комитета, Панамериканской спортивной организации и других международных спортивных организаций. Осуществляет деятельность по развитию спорта в Республике Гаити.